# The Oxford Murders
The Oxford Murders is een Spaans-Frans-Engelse (Engels gesproken) mystery-thriller uit 2008 onder regie van Álex de la Iglesia. Hij baseerde het verhaal op dat uit het boek Crímenes imperceptibles van de Argentijnse schrijver Guillermo Martínez. De film won vijf prijzen, waaronder Goya's voor beste montage, beste filmmuziek en beste productie-directie.

## Verhaal
De Amerikaanse wiskundestudent Martin (Elijah Wood) komt aan bij de Engelse Oxford-universiteit om daar zijn dissertatie te schrijven. Hij huurt een kamer bij de aan terminale kanker lijdende Julia Eagleton (Anna Massey) en haar cello-spelende dochter Beth (Julie Cox). Martin wil graag Eagletons broer Arthur Seldom (John Hurt) als promotor, maar zij waarschuwt hem dat het niet mee zal vallen hem zover te krijgen. De filosoof is namelijk nog amper met studenten bezig, maar vooral met boeken schrijven, verkopen en die tijdens lezingen promoten. Martin gaat daarop naar een van Seldoms lezingen, over de waarheid van het bestaan. Het komt direct tot een botsing omdat Seldom betoogt dat die niet bestaat, terwijl Martin een andere mening is toegedaan.
Na publiekelijk terechtgewezen te zijn door Seldom, wil Martin weer naar de Verenigde Staten vertrekken. Hij en Seldom komen niettemin gelijktijdig aan bij Mrs. Eagleton, die blijkt te zijn vermoord. De filosoof vertelt Martin dat hij tijdens de lezing een briefje kreeg waarop stond the first of a series ('de eerste van een reeks') en nu dit aantreft. De gelover in logica en de gelover in doelloosheid gaan daarop samen op zoek naar de dader en het hoe en waarom van de moord. Zoals aangekondigd laten na verloop van tijd meer mensen het leven. Bij elk van hen wordt een wiskundig symbool gevonden. Daarnaast had elk slachtoffer een terminale aandoening en leefden ze allemaal al langer dan voorspeld was door de doktoren.
Martin komt achter de betekenis van de symbolen en deduceert zo dat ze geplaatst zijn door Seldom. Hij deed dit om te verhullen wie de echte moordenaar van Mrs. Eagleton is, nadat hij in paniek gebeld is door zijn nichtje Beth. Door de logische opeenvolging van de symbolen heeft Seldom alleen onbedoeld een wanhopige man op het idee gebracht om de reeks aan te vullen. Die dreigt op naam van de niet bestaande seriemoordenaar een bloedbad aan te richten onder een bus vol geestelijk gehandicapte kinderen om zo te zorgen voor een donorlong voor zijn terminaal zieke dochtertje.

## Rolverdeling
- Elijah Wood - Martin
- John Hurt - Arthur Seldom
- Leonor Watling - Lorna
- Julie Cox - Beth Eagleton
- Anna Massey - Mrs. Julia Eagleton
- Leonor Watling - Lorna
- Burn Gorman - Yuri Podorov
- Jim Carter - Inspecteur Petersen
- Alan David - Mr. Higgins
- Dominique Pinon - Frank
- Ian East - Howard Green
- Charlotte Asprey - Mrs. Howard Green
- Alex Cox - Kalman
- Tom Frederic - Ludwig Wittgenstein
- Danny Sapani - Scott

## Achtergrond
De film is een Spaans-Brits-Franse productie. Voordat Elijah Wood de rol kreeg, werd de Mexicaanse acteur Gael García Bernal als grote kanshebber gezien voor de rol. Op 26 december 2006 maakte Tornasol Films bekend dat Woods de rol had gekregen.
De opnames begonnen op 22 januari 2007 en duurden tot 24 maart dat jaar. De film werd in het Verenigd Koninkrijk uitgebracht door Odeon Sky Filmworks.